# SMARTS
SMARTS是SMILES基础之上的改进版。SMARTS中增加的一点是，它允许使用通配符表示原子和化学键。因此，它在化合物数据库中广泛用于结构的计算机化搜索。这种搜索的机理是先通过输入的SMILES式重构化学式，再搜索子图的同形；而不是直接通过SMILES式的对比完成的。

## 相关软件
1. SMARTSviewer，该软件提供了对SMARTS字符串的可视化转换。[1]